# Merkur-Gletscher (Ostantarktika)
Der Merkur-Gletscher ist ein breiter Gletscher in der antarktischen Ross Dependency. Er fließt von den Hängen des Mount Hughes in den Cook Mountains in südlicher Richtung zum Darwin-Gletscher. Er ist gekennzeichnet durch tiefblaues Eis, das im oberen Abschnitt des Gletschers durch eine Schneeauflage verdeckt ist.
Das New Zealand Antarctic Place-Names Committee benannte ihn nach dem antiken römischen Gott Merkur.